# Souto de Rebordões
Souto de Rebordões es una freguesia portuguesa del concelho de Ponte de Lima, con 7,25 km² de superficie y 1.253 habitantes (2001). Su densidad de población es de 172,8 hab/km².